# Sisuarissut
Sisuarissut (nach alter Rechtschreibung Sisuarigsut; „die mit guten Schutthalden“) ist eine grönländische Insel im Distrikt Upernavik in der Avannaata Kommunia.

## Geografie
Sisuarissut wird durch den Sund Qarnup Saqqaa im Nordwesten von der Insel Qaneq getrennt. Der schmale Sund Ikerasaarsuk trennt die Insel im Nordosten vom Festland. Im Südosten trennt der Sund Sisuarissut Saqqaa die Insel von Puugutaa. Im Südwesten verläuft der Ikeq (Upernavik Isfjord). Die höchste Erhebung ist ein namenloser 506 m hoher Gipfel im Osten der Insel.